# Looking down Yosemite Valley (Albert Bierstadt)
Looking down the Yosemite Valley, California, en su título original en inglés, es un lienzo de Albert Bierstadt, fechado en 1865.  Albert Bierstadt fue un pintor paisajista, miembro destacado de la llamada "Escuela de las Montañas Rocosas", una rama surgida de la Escuela del río Hudson.

## Introducción
En 1859, Albert Bierstadt había hecho una primera expedición, acompañando a Frederick W. Lander (1821–1862 al Oeste de Estados Unidos, donde tuvo la oportunidad de contemplar las Montañas Rocosas. En el verano de 1863, Bierstadt viajó por segunda vez, esta vez con el escritor Fitz Hugh Ludlow, a lo largo de la costa oeste de América del Norte. Hicieron expediciones desde Panamá a Oregón y, durante este viaje, Bierstadt realizó diversos estudios y bocetos en plenairismo en varios lugares de la Sierra Nevada. 
El Valle de Yosemite es un espectacular cañón excavado a través de rocas de granito por antiguos glaciares y por el río Merced, formando paredes de cientos de metros casi verticales. En el fondo del valle, el río forma meandros y pequeños lagos, con herbazales de una lujuriosa vegetación, y con árboles y arbustos, tanto caducifolios como perennifolios.

## Análisis de la obra
- Pintura al óleo sobre lienzo; 163,8 x 245,1 cm.; año 1865; Birmingham Museum of Art, Birmingham (Alabama)
- Inscripcciones: abajo a la izquierda, ligeramente superpuesta la "A" en la firma, etiqueta de papel: 568 [según un examen del 3 de agosto de 1987]

Bierstadt había estudiado en la Escuela pictórica de Düsseldorf, una escuela que abogaba por un estilo claro y lineal, que Bierstadt incorporaría a su propio trabajo. Este lienzo posee una extraña claridad: desde la distancia, la pintura podría confundirse con una fotografía y, vista de cerca, apenas se puede detectar una sola pincelada. No hay ningún signo de vida animal o humana. Puesto que esta obra fue pintada al final de la Guerra de Secesión, algunos críticos han interpretado esta calma como una reflexión sobre esta tragedia. De hecho, la presentación de la pintura en la Academia Nacional de Dibujo de Estados Unidos tuvo que ser pospuesta por dos semanas debido al asesinato de Abraham Lincoln.
Este lienzo fue el primer trabajo de gran formato que realizó Bierstadt sobre el valle de Yosemite, y se basa en varios bocetos y croquis realizados durante una estancia de siete semanas en este lugar, en el mencionado segundo viaje al Oeste de los Estados Unidos. En segundo plano, sentado cerca de su caballo, un artista representa la escena, mientras un grupo de hombres y sus caballos se reúnen más lejos, a la izquierda. La imagen está enmarcada a la derecha por El Capitán -una pared de 914 metros-, y por Sentinel Rock a la izquierda. El resplandor de la puesta de sol irradia sobre las formaciones glaciares, con los "pináculos" de la Middle Cathedral Rock recortándose en el fondo, detrás de la niebla. Con el fin de transmitir la majestuosidad del valle, Bierstadt eligió un punto alto cerca del río Merced, lo que le permitió representar un vasto espacio salpicado de árboles, empequeñecidos por los acantilados, logrando así una visión que corresponde a la sensación del observador, pero no a las proporciones reales de este impresionante lugar.

## Procedencia
- Albert Bierstadt (1830-1902), en New York, 1865;
- Comprado en Filadelfia por Uranus H. Crosby (1831-1930), Chicago, 1866;
- Su primo, Albert Crosby (1823-1906), en Chicago hasta 1871, y luego en Breweter, Massachusetts, después de 1888:
- Heredado por su segunda esposa, Matilda George Crosby (1847-1928);
- Heredado por las hijas de sus sobrinas;
- Subastado en Chicago, octubre 1929;
- Comprado en Chicago por James E. Fries (aproximadamente 1876) y por Anna B. Fries (aproximadamente 1877), Chicago and Birmingham, Alabama;
- Donación a la Birmingham Public Library, Jefferson County, Alabama, 1929;
- Donación al Birmingham Museum of Art, Alabama, 19 de diciembre de 1991.[3]